# 1945 Wesselink
Az 1945 Wesselink (ideiglenes jelöléssel 1930 OL) a Naprendszer kisbolygóövében található aszteroida. Hendrik van Gent fedezte fel 1930. július 22-én.